# Zilch
A Zilch 1996-ban alapított amerikai metalegyüttes, melynek tagjai hide (X Japan), I.N.A. (Spread Beaver), Joey Castillo (Queens of the Stone Age), Paul Raven (Killing Joke) és Ray McVeigh (The Professionals) voltak. Az együttes első lemezének megjelenése előtt 1998 májusában frontemberük, hide elhunyt. Összesen három nagylemezük jelent meg, 2002-ben feloszlottak, 2007-ben pedig Paul Raven is meghalt.

## Tagjai
- hide – vokál, szólógitár
- Ray McVeigh – vokál, ritmusgitár
- Paul Raven – basszusgitár, háttérvokál
- Joey Castillo – dobok
- I.N.A. – programozás

## Diszkográfia
Stúdióalbumok
- 3.2.1. (1998. július 23.); Oricon-helyezés:#2[4]
- Bastard Eyes (1999. március 3., remixalbum); #5[4]
- Skyjin (2001. szeptember 27.); #33[4]

Kislemezek
- Mimizuzero (2001. február 28.); #37[5]
- Charlie's Children (2001. június 27.); #37[5]